# Przybliżenie RPA
Przybliżenie RPA, funkcja dielektryczna Linharda, RPA (z ang. Random Phase Approximation – przybliżenie przypadkowych faz) to przybliżona modelowa funkcja dielektryczna obliczana w reżimie liniowej odpowiedzi układu.
W przybliżeniu RPA możemy modelować statyczną (niezależną od czasu) bądź dynamiczną (zależną od czasu) funkcję dielektryczną. Ze względu na to, że obliczenia wykonuje się w przestrzeni odwrotnej (po wykonaniu transformat Fouriera) mówimy o
- {\displaystyle \varepsilon =\varepsilon (\mathbf {q} )} dla funkcji statycznej,
- {\displaystyle \varepsilon =\varepsilon (\mathbf {q} ,\omega )} dla funkcji dynamicznej.

Przybliżenie RPA polega na zastąpieniu funkcji polaryzacji (operatora polaryzaji) {\displaystyle P(\mathbf {q} ,\omega )} przybliżeniem
{\displaystyle \varepsilon _{\mathrm {R} PA}(q,\omega )=1-v_{q}P^{(1)}(q,\omega )}
gdzie {\displaystyle v_{q}} oznacza transformatę Fouriera potencjału oddziaływania elektrycznego cząstka-cząstka, natomiast indeks górny (1) w operatorze polaryzacji oznacza pierwszy wyraz w rozwinięciu funkcji polaryzacji.

## Związek RPA iPPA
Przybliżenie RPA jest używane do obliczenia funkcji dielektrycznej w przybliżeniu PPA przybliżając funkcję przez jej najbardziej dominujący czynnik odpowiedzialny za kwazicząstkowe wzbudzenia plazmonowe.

## Przybliżenie RPA w języku diagramów Feynmana

Jednopętlowy diagram Feynmana wykorzystywany w przybliżeniu RPA

Przybliżenie RPA ma charakter perturbacyjny i może zostać wyrażone w języku diagramów Feynmana. W rozwinięciu funkcji polaryzacji sumuje się jednopętlowe diagramy Feynmana – mówi się też czasem o ekranowanym (lub żargonowo ubranym w odróżnieniu od gołego – od ang. bare) oddziaływaniu. Ekranowane oddziaływanie bywa też oznaczane przez podwójną falistą linię.